# Đông Minh Huệ Nhật
Đông Minh Huệ Nhật (zh. 東明慧日, ja. Tōmei Enichi, 1272-1340) là Thiền sư Trung Quốc đời Nguyên, thuộc phái Hoằng Trí, tông Tào Động, sống dưới thời nhà Nguyên. Sư đắc pháp nơi Thiền sư Trực Ông Đức Cử.
Su là một trong những vị có công truyền bá Tông Tào Động sang Nhật. Dòng pháp của sư được biết đến với tên gọi là Đông Minh phái, là một trong 24 phái của Thiền tông Nhật Bản.

## Tiểu sử
Sư họ Thẩm, quê ở huyện Hải Định, vùng Minh Châu, tỉnh Triết Giang. Năm 9 tuổi, sư đến tu học tại chùa Đại Đồng ở vùng Thuận Hóa, tỉnh Triết Giang và đến năm 13 tuổi mới chính thức xuất gia. Năm 17 tuổi, sư thọ giới cụ túc.
Sư từng đến thiền hội của nhiều vị Thiền sư đương thời để tham vấn thiền cơ. Cuối cùng sư đạt giác ngộ nơi Thiền sư Trực Ông Đức Cử - trụ trì của Thiên Ninh Thiền tự (zh. 天寧寺) và nối dòng pháp của Trực Ông. Tuy đã đại ngộ nhưng sư vẫn đến nhiều nơi khác như Thiên Đồng Cảnh Đức Thiền Tự, Linh Ẩn Thiền Tự, Vạn Thọ Thiền Tự,...để trao đổi kinh nghiệm chứng ngộ của mình trước khi ra hoằng hóa.
Đầu tiên, sư trụ trì và giáo hóa tại Bạch Vân Bảo Khánh Tự ở miền đông Trung Quốc trong 6 năm. Phong cách và đức hạnh của sư được nhiều người biết đến.
Năm 1309, thể theo lời mời của Tướng Quân Bắc Điều Quân Thời (ja. Hōjō Sadatoki), sư du phương sang Nhật Bản hoằng pháp và đến trụ trì tại Thiền Hưng tự ở vùng Sagami. Sau đó sư lại được mời đến thuyết giảng tại  Viên Giác Tự (ja. Engagu-ji). Cũng tại đây, sư lập một am nhỏ trong khuôn viên chùa và lấy tên am là Bạch Vân và ẩn cư ở đây.
Ngoài ra, sư cũng được mời đến thuyết giảng tại nhiều ngôi chùa khác như Vạn Thọ tự, Thọ Phước tự, Đông Thắng tự, Kiến Trường tự,... Những năm tháng cuối đời, sư quay trở lại am Bạch Vân. Sư dạy chúng hơn 30 năm, xiển dương tông phong Tào Động mạnh mẽ tại Nhật.
Đến ngày 4 tháng 10 năm 1340, sư an nhiên thị tịch, thọ 69 tuổi và 53 tuổi hạ. Tác phẩm để lại ở đời có Bạch Vân Đông Minh Hòa Thượng Ngữ Lục (zh. 白雲東明和尚語錄) gồm 3 quyển.